# クレア・ウィリアムズ
クレア・ウィリアムズ（Claire Williams、OBE、1976年7月21日 - ）は、イングランド出身の女性実業家。フランク・ウィリアムズ・アカデミー（FWA）代表。
レーシング・コンストラクター「ウィリアムズ・グランプリ・エンジニアリング」の創設者フランク・ウィリアムズ卿の娘で、同F1チームの副代表を務めた。後年は、慈善事業の道に進んでいる。

## 略歴

### ウィリアムズ・レーシング時代
1976年、モータースポーツ・F1のコンストラクター「ウィリアムズF1」の代表フランク・ウィリアムズの娘として、イングランド・ウィンザーに生まれる。
ニューカッスル大学で政治学を専攻。1999年に卒業後、モータースポーツ業界へと進む。そして2002年、父が代表を務める「ウィリアムズ・グランプリ・エンジニアリング」に入社した。
順調に昇進し、2010年代からチームの要職を任されるようになる。2012年、父が現場指揮から勇退。翌2013年に副代表に就任し、事実上 父フランクの後継者として事業を引き継いだ。
そして2020年夏、経営不振などの理由からチームの売却が決定し、同9月初頭付けで副代表を正式に退任。新オーナーサイドからは慰留されていたが、本人はきっぱりと運営から手を引き、ウィリアムズ家は長年携わってきたモータースポーツ界から離脱した。
退任後に本人は「F1界にいたこれまでの私は、いつもフランク・ウィリアムズの娘だった。今後は自分という人間に戻りたい」と語っている。そして2021年11月末、父フランクが亡くなる。

### 後年
2023年、かつてウィリアムズ・チームの子会社だった、WAEテクノロジーズ（旧ウィリアムズ・アドバンスド・エンジニアリング）のブランドアンバサダーに就任。さらに、父も障害で患った脊髄損傷患者を支援する組織「フランク・ウィリアムズ・アカデミー」（FWA）を設立する。英王室のアン王女やSIA脊髄損傷協会の要人達、古巣ウィリアムズ・レーシングの関係者らが後援者の名を連ねた。
2025年、ウィリアムズ・チームのスポンサーに連ねたサンタンデール銀行UKのF1アンバサダーに就任し、F1界への携わり復帰を始めている。

## 私生活
2017年、ウィリアムズ・チームスタッフのマーク・ハリスとの間に、子息ナサニエルが誕生している。ハリスとは翌2018年に、正式に結婚した。
二人の兄弟がいる。その兄ジョナサンもモータースポーツの業界におり、GP2チームや同じウィリアムズのスタッフとして勤務している。
2016年に、母国の栄誉「大英帝国勲章」（OBE）を受勲している。

## ギャラリー

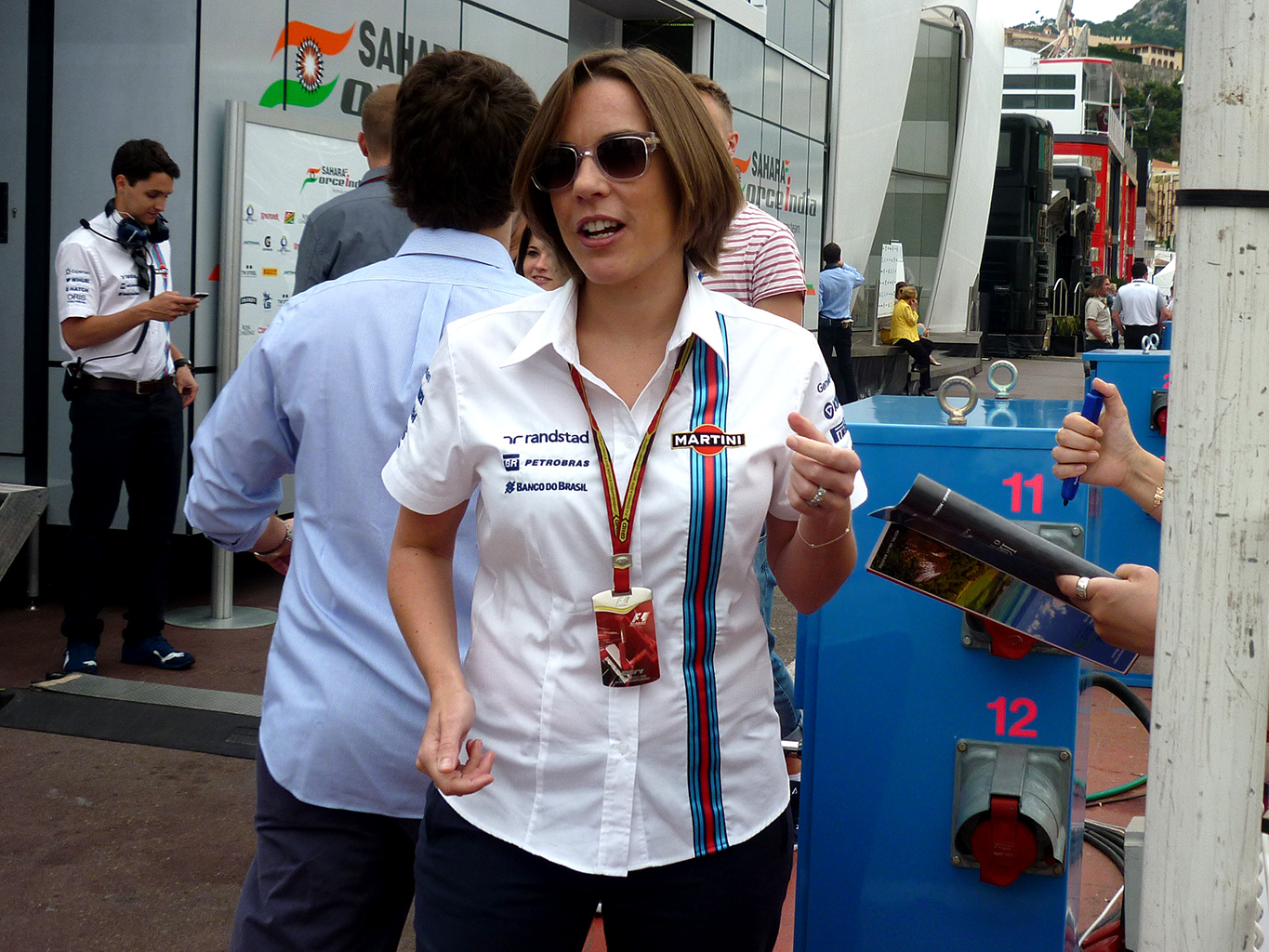
F1現場で取材中のクレア（2014年モナコGP）
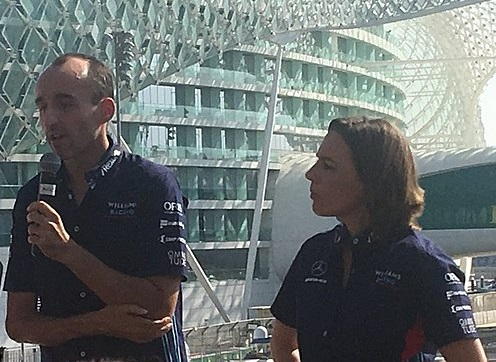
所属ドライバー ロバート・クビサと囲み取材（2018年）